# Onesia plebeia
Onesia plebeia är en tvåvingeart som först beskrevs av Malloch 1927.  Onesia plebeia ingår i släktet Onesia och familjen spyflugor. Inga underarter finns listade i Catalogue of Life.